# Coracha de Moya (Cuenca)
La coracha de Moya se halla en la fortificación de Moya, municipio de la provincia de Cuenca (Comunidad Autónoma de Castilla-La Mancha, España).
La estructura se halla en la vertiente nororiental del cerro de Moya (Cuenca), su construcción data del siglo XIV y corresponde al Quinto Recinto del complejo amurallado de las Ruinas de Moya.

## Historia
El castillo-fortaleza de Moya se documenta desde el siglo XII-siglo XIII, aunque La Coracha data del siglo XIV: la villa fue entregada por los Reyes Católicos a don Andrés de Cabrera, primer marqués de Moya (en 1475): posteriormente, la localidad y el territorio de su jurisdicción adquirieron el rango de Marquesado (1480).
Basilio Pavón Maldonado señala que en árabe coracha es –qawraya y –quraya; sin embargo, su origen semántico e histórico es discutido, pues las referencias a las mismas son muy escasas en las crónicas medievales, tanto árabes como cristianas. El mismo autor incluye en su texto citado la definición de "coracha" dada por Luis de Mora Figueroa en su Glosario de la arquitectura defensiva medieval (1996), diciendo que es "una muralla que partiendo del recinto fortificado permite el acceso protegido a un punto no muy lejano normalmente para producir aguada y con adarve de doble antepecho cuando puede ser hostigada por ambas caras".

## Ubicación y descripción
La Corcha de Moya se halla en la vertiente nororiental del cerro donde se ubican las Ruinas de Moya, constituyendo una prolongación del conjunto amurallado de Tercer Recinto por esta parte (siglo XIV). Del complejo histórico-artístico de Moya se han restaurado hasta ahora cinco de las ocho puertas de las murallas: Puerta de San Juan, Puerta de la Villa, Puerta de San Diego, Puerta de la Calzadilla y Puerta de los Ojos. Falta por rehabilitar: la Puerta de San Francisco, la Puerta de la Albacara, y la Puerta de Carros. Respecto de los edificios, se han restaurado la iglesia de Santa María la Mayor, la Casa Ayuntamiento (antiguo Pósito), el convento de la Concepción Franciscana (parcialmente) y la iglesia de la Santísima Trinidad.
Lamentablemente, la Coracha de Moya, pese a su importancia arquitectónica e histórica, siendo uno de los pocos “puertos secos” bajomedievales documentados, no está acondicionada para su visita. El mejor lugar para observar la estructura desde una perspectiva superior es el mirador de la Puerta de la Calzadilla (siglo XIII), desde donde puede verse el arranque de los muros, que descienden por la ladera nororiental del cerro, formando a modo de embudo:

«[Desde el mirador de La Coracha], de espaldas a la Puerta de la Calzadilla, observamos que tanto el torreón como las murallas se hallan deteriorados en su parte alta; ello significa que originariamente pudieron tener más altura. En todo caso, no se evidencia que poseyeran adarve ni almenas, y que la doble muralla se concebiría para una defensa más eficaz caso de un ataque por ambos flancos. No obstante la altura del observatorio, el propio torreón nos impide ver la “torre del Agua”, que se halla en el punto inferior del cerramiento y protege el manantial».
La Coracha del castillo de Moya (Cuenca), Alfredo Sánchez Garzón

En el punto medio del recinto amurallado, donde comienza el estrechamiento de las defensas, hay un soberbia torre cuadrangular: se trata de la Torre de San Roque, cuya función era la de "puerto seco", aduana donde pechaban las mercancías que pasaban desde el Reino de Aragón, sin necesidad de subir hasta la villa. Frente al torreón hay una placeta, el espacio posee dos aberturas en la muralla, una en la parte norte (que conserva el orificio para la tranca de cierre) y otra al sur (absolutamente desportillada) que comunica con el caserío de El Arrabal de Moya por un camino muy perdido:

«La torre de San Roque es una sólida estructura cuadrangular de piedra con las esquinas achaflanadas, cuya puerta principal y única se abre en la base de la fachada occidental. La entrada mira a la plazoleta existente entre los dos pasos de muralla citados, y posee un dintel de piedra caliza labrada, con un arco recto, cuyas piedras se han desmoronado y yacen al pie de la entrada. Sobre la puerta se observa un vano de ventana, descentrado hacia la derecha, y otro similar en la fachada meridional, éste en un plano inferior. El interior muestra una gran estancia cuadrangular con dos alturas, soportándose el piso de la primera en una gran bóveda de medio cañón, basada en piedras colocadas de canto. En la fachada meridional posee un gran ventanal abocardado, parcialmente cegado. A la segunda planta se accedería mediante una escalera de madera movible, que pudiera retirarse desde arriba, pues se ve un gran hueco en el piso alto, sin peldaños o señales de ellos que permitieran subir».
La Coracha del castillo de Moya (Cuenca), Alfredo Sánchez Garzón

La Torre de San Roque, además de "puerto seco" servía para defender la Torre del Agua —situada en una posición inferior y verdadera razón de ser de La Coracha—: a la Torre del Agua se accede desde el recinto amurallado por un arco de medio punto (cuya clave se ha desmoronado), desde el que puede bajarse hasta el manantial, situado bajo una enorme bóveda de ladrillo similar a la de la Torre de San Roque.
El abrevadero de La Coracha se halla al pie de la Torre del Agua, de la que surge el agua del manantial por un caño de hierro. El aguadero está formado por un pilón y su balsa basada en grandes losas verticalmente dispuestas. Fuente y abrevadero sirvieron durante siglos a los vecinos de El Arrabal de Moya, para la bebida y el aseo de personas, animales de labor y corral. 
El recinto del abrevadero está circundado por un murete de piedra en seco, el piso original se ha elevado, rellenándolo de gravilla. En el paraje hay una hilera de añosos chopos, desde donde se divisa una estupenda vista de la vega, con el caserío de Santo Domingo de Moya al fondo (norte) y el cementerio de la localidad a la derecha (este).
No obstante el deterioro general que afecta al complejo histórico-artístico de las  Ruinas de Moya, La Coracha (Quinto recinto, siglo XIV) es una de las estructuras mejor conservadas, precisando —sin embargo— una actuación urgente en algunas partes: arco recto de entrada en la Torre de San Roque, arco de medio punto en la entrada a la Torre del Agua, cuyos dinteles se están desmoronando.